# Inlineskate

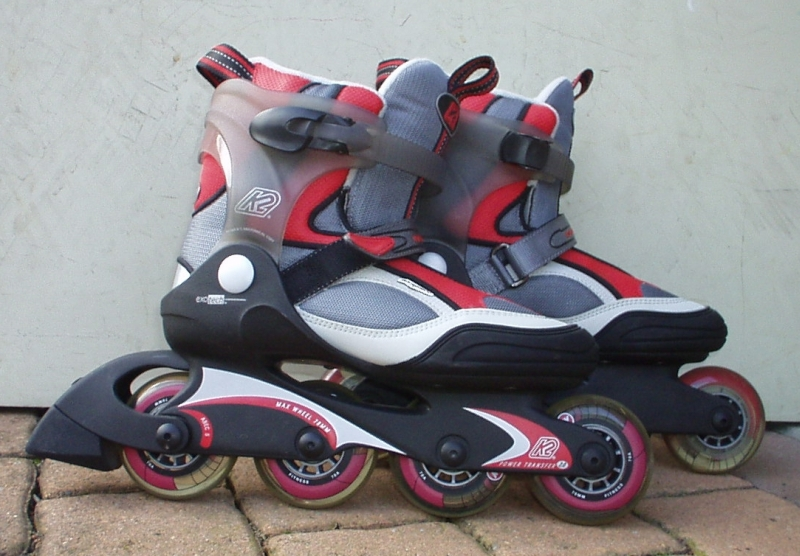
Softboot-Inlineskates

Inlineskates (auch Rollerblades, dies ist eigentlich ein Markenname, oder Inliner) sind eine Variante von Rollschuhen, bei der die Rollen in einer (Längs-)Reihe (engl. in-line) angeordnet sind. Der Inlineskate besteht im Allgemeinen aus dem Schuh (oder der Schale) sowie einer mit seiner Sohle fest oder justierter verbundenen Schiene. Diese besteht meist aus Aluminium, weist ein umgekehrt-U-förmiges Profil auf und Querbohrungen zur Montage der kugelgelagerten Kunststoffräder (Rollen) mittels verschraubbarer Achsen.
Das Fahren damit wird Inlineskaten genannt und hat den Aspekt sportlicher Aktivität, Übung von Geschicklichkeit und Nutzung als platz- und materialsparendes, umsteigflexibles Verkehrsmittel, das – moderat gerollt – bisweilen auch in geschlossenen Räumen geduldet wird.

## Arten von Inlineskates

### Hardbootskates
Hardboots bestehen im Wesentlichen aus harten Materialien. Bei Hardboots umschließt eine harte, aus Kunststoff bestehende Außenschale einen weichen Innenschuh, der den Fuß polstert. Hardboots sind meist schwerer als Soft Boots. Manche Hardboots können durch eine Erwärmung des Kunststoffs an die individuelle Fußform angepasst werden.
Hardboots sind vor allem im Street- und Stuntbereich des Inlineskatens verbreitet, da sie im Vergleich zu Softboots mehr Halt bieten. Allerdings sind im Street- und Stuntbereich auch Softboots zu finden.

### Softbootskates
Softboots bestehen hauptsächlich aus weichen Materialien. Hier erfüllt im Wesentlichen Stoff die Aufgabe, den Fuß zu stützen und zu polstern. In den 1990er Jahren setzten sich im Fitness-Bereich die Softboots wegen ihrer Bequemlichkeit und ihres Designs durch. Im Gegensatz zu den Aggressive-Skates haben sie meist an der Ferse des Schuhs Bremsklötze.
Eine spezielle Version der Softboots sind Step-In-Skates (z. B. von Hypno, Powerslide oder Rossignol): Hier kann man die Schienen mit Rollen und Bremsen abnehmen und die Schuhe wie Straßenschuhe verwenden, um z. B. Geschäfte oder Verkehrsmittel zu betreten, in denen die Nutzung von Inlinern untersagt oder unzweckmäßig ist.

### Inlinehockey-Skates

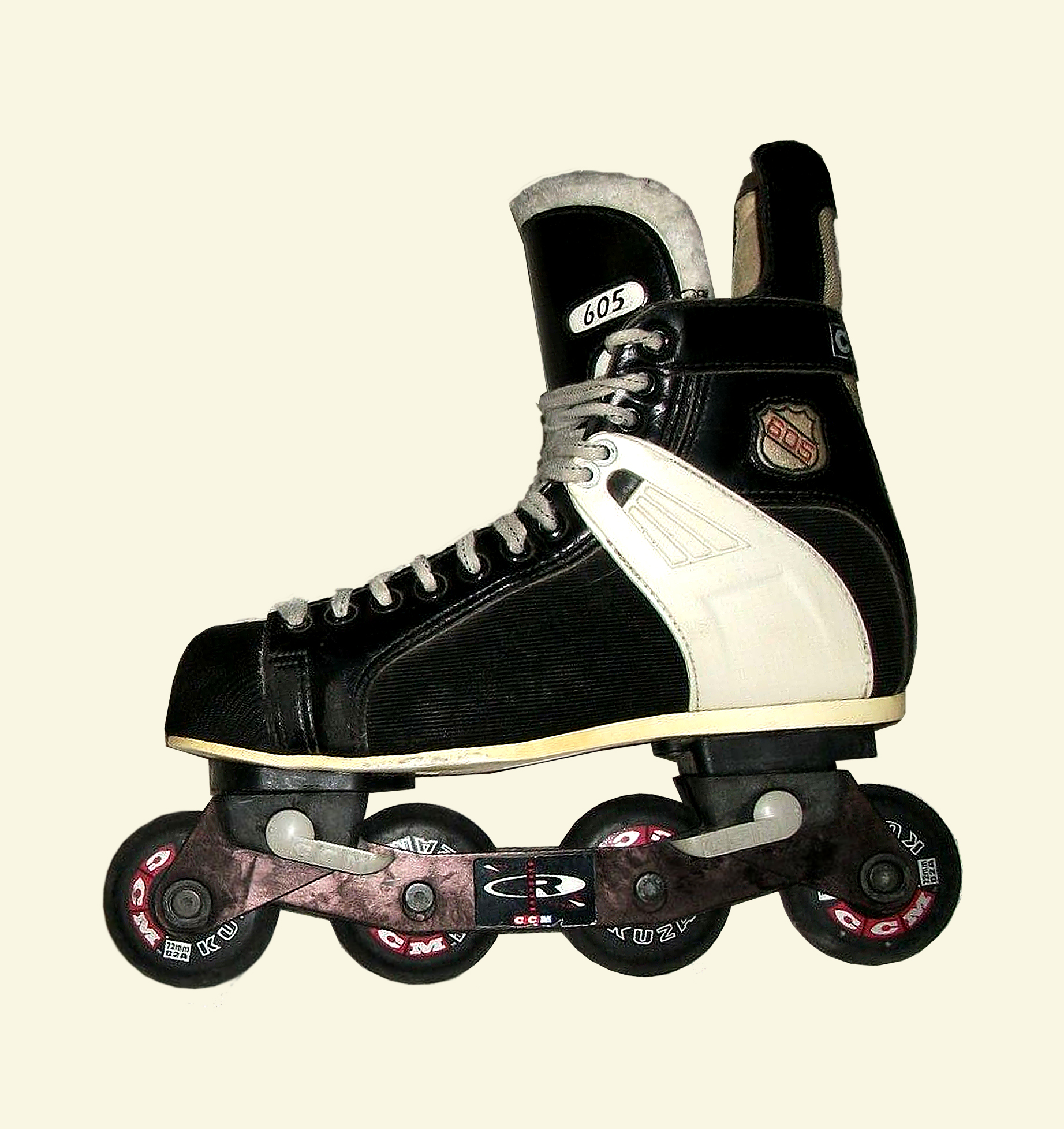
Inlinehockey-Skates „CCM 605“ mit abnehmbaren und verstellbaren Chassis, ca. 1998

Hockeyskates bestehen aus einem harten, vom Eishockey übernommenen Schnürschuh mit harter Schuhspitze, bei dem an Stelle der Kufe die Inline-Schiene montiert ist. Hersteller von Schlittschuhen wie Bauer und CCM bieten jeweils Parallelmodelle an zu den Schlittschuhen, es gibt aber auch auf Inlinehockey spezialisierte Marken, darunter Mission, Tour und Labeda.
Die ersten Inlinehockey-Skates hatten Schienen mit je 4 gleichen Rollen an jedem Schuh (lediglich bei kleinen Bambini-Größen gibt es eine Drei-Rollen-Variante) in 72, 76 oder 80 mm Durchmesser, durchgesetzt hat sich mittlerweile die „Hi-Lo“-Konfiguration aus je zwei niedrigen Rollen vorne und zwei höheren hinten, diese wurde am 12. Juli 1996 von Jon G Wong in den USA zum Patent angemeldet und von Mission vermarktet. Es gibt mittlerweile auch Schienen mit einer „Tri-Di“-Möglichkeit, die es erlaubt drei Rollengrößen an einer Schiene zu montieren, z. B. in der Konfiguration 80-76-76-72 mm. Bei der unterschiedlichen Größe steht die Ferse etwas höher und der Spieler kommt in eine leichte Vorlage, um einen optimalen Antritt umzusetzen. Generell ist anders als bei den Softboots kein Bremsklotz vorgesehen. Inlinehockeyrollen sind wesentlich weicher als Straßenrollen und haben daher mehr Grip, um auf den für diese Sportart üblichen glatten Hallenböden die für die engen Manöver notwendige Bodenhaftung zu erzeugen.

### Speedskates

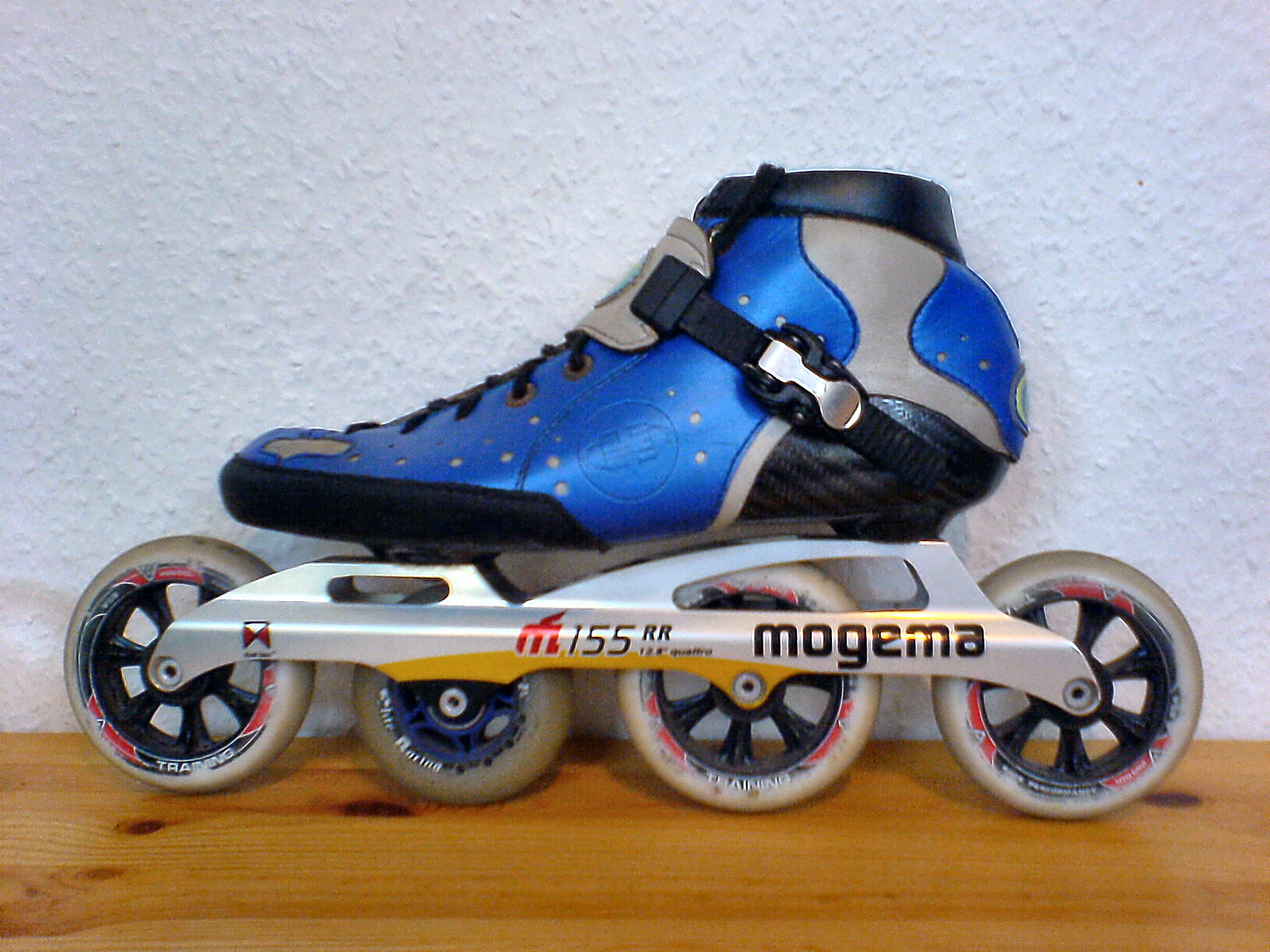
Speedskate mit drei 100 mm und einer 84-mm-Rolle

Speedskates sind Inlineskates, die für höhere Geschwindigkeiten gebaut sind und auch im Rennsport eingesetzt werden. Spezielles Merkmal der Speedskates ist die geringe Höhe der Schuhschale, welcher nur bis zum Knöchel reicht. Dadurch ist eine höhere Beweglichkeit im Knöchelbereich gegeben, die für das Rollen auf den äußeren und inneren Rollenkanten notwendig ist. Erst dadurch können Techniken wie Double-Push technisch sauber ausgeführt werden.
Außerdem heben sie sich durch ihre leichte Bauweise – oft wird Kohlenstofffaser für den Schuh verwendet – und längere Aluminiumschienen (Frame) hervor.
Die längeren Schienen dienen der Aufnahme von drei oder vier Rollen mit einem gegenüber dem Fitness-Bereich größeren Durchmesser von 90, 100, 110 oder 125 mm. Eher in der Vergangenheit wurden auch Schienen mit fünf Rollen gefahren, der Durchmesser der Rollen betrug dabei zuerst 76 mm, dann 80, 84 und auch 90 mm.
Die längere und – für die größeren Rollen – auch höhere Schiene erfordert hohe Ansprüche an die Festigkeit. Sie kann stranggepresst und gefräst oder aber gegossen sein – aus entsprechenden Aluminium-Legierungen. Als Schienenlänge wird der Achsabstand von der ersten zur letzten Rolle gemessen. Manche Schuhmodelle – eher nur solche mit den relativ kleinen 90er Rollen – weisen ab einer großen Schuhnummer, etwa 43 oder 44, eine um 1–2 cm verlängerte Schienenlänge auf, um diese damit besser an die Körpergröße anzupassen.
Die Verbindung der Schiene mit der Schuh-Schale ist bei den meisten Freizeit-Skates fixiert, bei vielen Speedskates jedoch justierbar. Im einfachsten Fall weist die Schiene 2 Schlitzlöcher auf, die es erlauben, die Befestigungspositionen an den in die Schuhschale eingebauten Schraublöchern etwa um 1 cm seitlich zu verschieben. Dadurch kann die Schuh-Schale über den Rollen etwas seitlich verschoben und können die Schuhspitzen etwas mehr zueinander oder auseinander orientiert werden. Das ist bedeutsam für die Balance, aber auch für ausreichenden Abstand der Schuhkanten vom Boden bei extremer Schräglage. Die Verstellposition kann außer nur durch Reibschluss der Verschraubung auch durch seitliche Stellschraubenpaare oder exzentrisch gelochte Beilagen fixiert werden, immer bringt Verstellbarkeit etwas mehr Gewicht, eventuell auch Bauhöhe.
Die hintere Befestigung findet meist zwischen 3. und 4. Rolle Platz, die vordere liegt mehr über der 2. Rolle. Um Stehhöhe einzusparen, fand sich eine Zeit lang  bei Schuhen mit 100–110 mm großen Rollen daher an der 2. Position eine etwa 10 mm kleinere Rolle – in einem tiefer liegenden Achsloch. Durch die Verwendung eines anderen Lochabstands hat sich dies aber erübrigt. Da im Hochleistungsbereich mittlerweile der Übergang zu Rollen mit der Größe von 125 mm stattfindet, hat sich die Rollenanzahl auf drei Rollen reduziert.
Nach internationalem Sport-Reglement sind bis zu sechs Rollen in einem maximal 500 mm langen Frame erlaubt. Die maximale Rollengröße ist auf 125 mm begrenzt.
Neben dem klassischen Standardschuh sortiert nach Schuhgrößen finden Custom-Made-/Custom-Fit-Schuhe (maßgefertigt zum Beispiel nach Gipsabdruck der Füße oder Vermessung per Laser) Verwendung.
Zusätzlich gibt es noch Schuhe (Carbon), welche sich innerhalb gewisser materialbedingter Grenzen durch Erwärmen an den Fuß anpassen lassen.

### Street- oder Aggressive-Skates

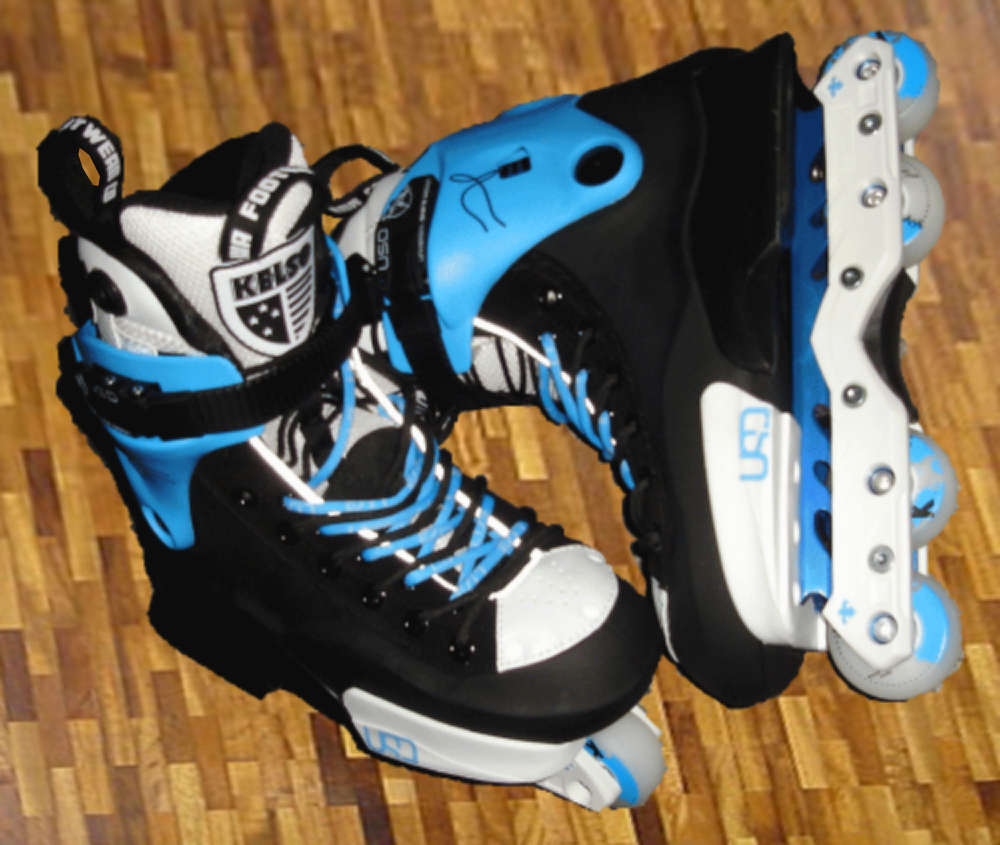
Aggressive-Skates mit vier 55-mm-Rollen und einem V-cut.

Street- oder Aggressive-Skates sind spezielle Inlineskates, die extra für „härteres“, anspruchsvolleres Skaten gemacht worden sind wie zum Beispiel für Sprünge, Halfpipes, Rampen, Slides, Slalom, Treppenfahren und ähnliche Fahrweisen. Man nennt diese Art des Fahrens auch Freestyle-Skating oder Aggressive-Skating
Im Allgemeinen sind es gute Alleskönner, die dank ihrer Wendigkeit auch für Inline-Hockey, -Basketball und Ähnliches angewendet werden wie auch im Einsteigerbereich, da sie trotz der hohen Stabilität noch angenehm zu tragen sind. Um eine größere Wendigkeit zu erzielen, haben die meisten Skates in diesem Bereich ein High-Low-System, das heißt die Rollen haben unterschiedliche Durchmesser. Entweder sind die ersten beiden Rollen kleiner (oder auch nur die erste), was man oft im Hockeybereich sieht, oder die erste und letzte Rolle sind jeweils kleiner als die beiden mittleren (Banana-Setup; oOOo), was gerne für Slalom verwendet wird, da die Wendigkeit nun auch nach hinten besser ist.
Die Rollengröße bei Aggressive-Skates liegt meist zwischen 50 mm und 60 mm, wobei die Rollen relativ hart sind. Die inneren Rollen sind gleich groß wie die äußeren (Flat), kleiner und wesentlich härter (anti-rocker wheels), oder durch einen speziellen Block ersetzt (Freestyle). Dies dient dazu, besser grinden zu können. Damit ist das Rutschen mit Skates auf Geländern, Bordsteinen oder Ähnlichem gemeint. Weiter verfügen Aggressive-Skates über sogenannte Soulplates. Das sind im Vergleich zu normalen Inlineskates relativ große, verstärkte Flächen zu beiden Seiten neben dem Rahmen. Man unterscheidet zwischen inneren Soulplates und äußeren Soulplates, welche meist größer sind. Die Soulplates dienen ebenfalls dazu, besser grinden zu können und vor allem die Trickvielfalt zu vergrößern. Neueste Entwicklung ist der sogenannte „V-Cuff-cut“, welcher mehr Flexibilität in den Skates ermöglicht.

#### Grindwheels
Die in der Mitte sitzenden kleinen Räder nennt man Grindwheels. Diese haben den Sinn, das Grinden (Rutschen auf Treppengeländern oder Rails) zu erleichtern. Grindwheels sind kleiner und härter als die anderen Rollen des Skates. Dies hat den Vorteil, dass man nicht so schnell an der Stange hängen bleibt, und falls man doch die Stange mit den Rollen berührt, wird man nicht so abgebremst wie mit den Originalrollen und kann das Gleichgewicht besser halten.
Heutzutage werden allerdings nicht nur Frames mit Grindweels hergestellt, sondern auch die sogenannten Freestyle-Frames. Diese Frames haben keine Grindrollen, dafür aber eine besonders große Groove. Das bedeutet: Man kann damit auch sehr dicke Rails oder Ledges grinden.

### Offroad-/Cross-Skates

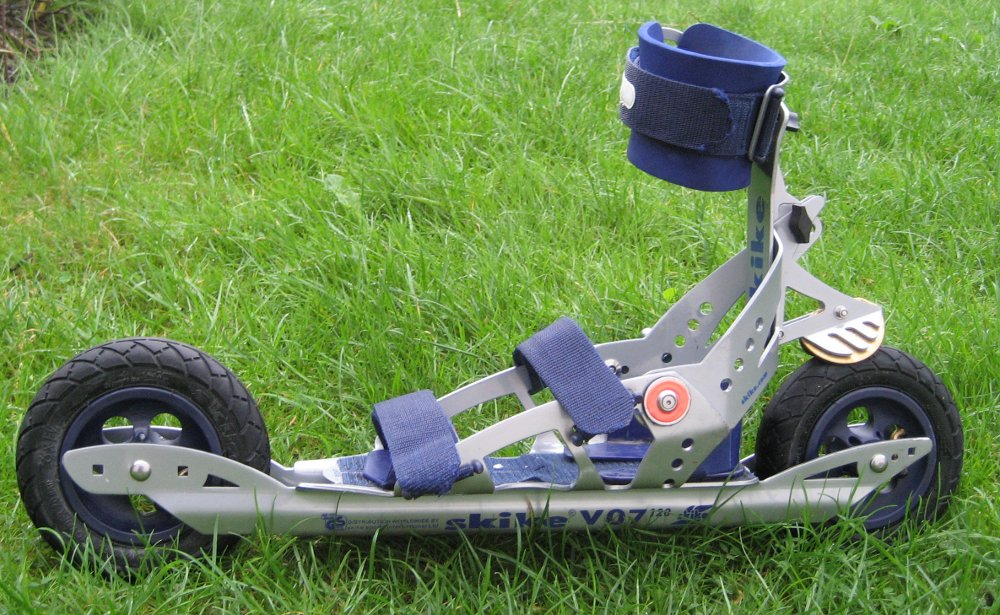
Zwei-Rollen-Crossskate von Skike

Verschiedene Anbieter haben in überschaubarem Rahmen Offroad- bzw. Cross-Skates konstruiert und angeboten, die sich auch in leichtem bis mittelschwerem Gelände einsetzen lassen. Von konventionellen Inlineskates unterscheiden sie sich vor allem durch die luftgefüllten Reifen von 125–200 mm Durchmesser, welche meist vor und hinter dem Schuh befestigt sind und die Geländetauglichkeit sicherstellen sollen, von (Cross-)Rollerski durch die in der Regel starre Verbindung von Schiene und Schuh oder -Bindung. Hersteller waren oder sind unter anderem Roces, Rollerblade oder, aktuell auf dem Markt, Powerslide, Skike, FLEET-Skates und SRB. Meist werden die Skates zusammen mit Stöcken benutzt (Nordic (Cross) Skating), was gerade auf weniger gutem Untergrund oder bei starker Steigung sehr hilfreich ist, um Vortrieb zu bekommen, aber auch aufgrund des prinzipiellen anderen Fahrverhaltens bei nur zwei Rollen sinnvoll ist.
Als Zubehör wird mitunter eine Rücklaufsperre für die Hinterräder angeboten, die Bergaufsteigen wie mit Tourenschi mit Fellen oder Langlaufschiern mit Schuppen ermöglicht. Einzelne Modelle werden darüber hinaus mit einer Mechanik zum Abheben der Ferse geliefert.
Der Achsabstand der sog. Cross-Skates ist so groß, dass die Platte mit fest angebrachten Schuhen oder der Bindung für eigenständige knöchelhohe Schuhe etwa auf Höhe der Achsen der Lufträder liegt, die Rollen also vor und hinter dem Schuh liegen.
Kurze Cross-Inline-Skates mit 3 Rollen von etwa 125 mm Durchmesser bei 260 mm oder etwas mehr Radstand sind recht wendig, tolerieren etwas raueren Untergrund, doch weisen recht hohe Sohlenhöhe auf. Die Verbindung von Schiene und Schale erfolgt in den zwei Bereichen zwischen den Rollen.

### 3-Rollen-Skates
Um 2018/2020 kamen zunehmend Skates mit 3 Rollen je Schuh zum Fahren auf Bahn oder Straße auf – mit Rollendurchmesser 90 bis 110 mm und Schienenlänge um 270 mm. Diese Skates sind deutlich leichter als solche mit 4 Rollen derselben Größe. Herstellung und Wartung vereinfachen sich. Der Zugang zu den zwei Befestigungsschrauben der Schiene ist leichter. Eine Absenkung der Schuhsohle im Bereich des Zehenballens unter das Niveau der Rollenoberkanten ist möglich. Die größeren Lücken zwischen den Rollen erlauben allerdings stärkeres Hängenbleiben an Kanten und Stegen.

## Rollen

Verschiedene Rollengrößen und -profile, je nach Anforderungsbereich

### Durchmesser
Für die unterschiedliche Nutzung von Inlineskates werden jeweils spezifische Rollengrößen verwendet. Beim Stunt-Skaten benutzt der Skater kleine Rollengrößen von 54 bis 60 mm. Dagegen werden für den normalen Fahrspaß eher Rollen mit einer Größe von 74 bis 90 mm verwendet.
Im Bereich des Speedskating entwickelte sich der Rollendurchmesser von ehemals 76 mm über 80 mm und 84 mm zu den heute meist gefahrenen 110 mm. Bei einigen Rennen werden auch 125 mm-Rollen gefahren. Vereinzelt gab es auch Modelle mit 88 mm, 90 mm und 104 mm.
Im Bereich des Inline-/Skaterhockeys fangen die Rollengrößen bei 47 mm für Goalies an, während Spielerschuhe häufig über 2 oder sogar 3 verschiedene Größen bis zu etwa 80 mm verfügen.

### Härte
Die Rollenhärte wird mittels der Härteprüfung nach Shore A (DIN 53505) ermittelt und angegeben.
Üblicherweise werden Rollen im Shore-Härtebereich von 76A (weich) bis 90A (hart) eingesetzt.
Je nach Disziplin sind folgende Härten üblich:
- Inline-Speedskating
  - Straße: 82A bis 86A schnelles Fahren und lange Skatetouren mit geringem Rollwiderstand
  - Bahn: 85A bis 90A
- Fitness-Skating (Freizeit & Touren): 78A bis 85A, komfortables Abrollen
- Aggressive-Skating: 90A bis 100A
- Inline-Alpin: 73A bis 85A, auch für Fahren auf feuchtem Untergrund sehr gut geeignet.
- Inlinehockey und Inlineskaterhockey: 72A (indoor) – 86A (outdoor)

### Radstand und Aufstandspunkte
Die Summe der Durchmesser der Rollen – erste und letzte jedoch nur halb gerechnet – vermehrt um zumindest je 2–3 mm „Luft“, also Abstand, legen den minimal möglichen (Gesamt-)Radstand (wheelbase) fest. Eine Verlängerung des Radstandes steigert Stabilität gegen Kippen nach vorne oder hinten, sozusagen über die Zehen oder Fersen, erhöht die Geradeausführung und verringert die Wendigkeit. Bei Stunt-Skates ist erwünscht, dass in Schuhmitte, also zwischen 2. und 3. von insgesamt 4 Rollen eine nach oben gewölbte, konkave Mulde zum Grinden in die Schiene integriert ist. Bei großen Schuhnummern, also für große Menschen werden mitunter verlängerte Schienen (Radstände) angeboten.
Für 4 gleich große Rollen weisen Schienen in der Regel auf gleicher Höhe liegende Achsbohrungen auf. Für Eislaufschuh-ähnlicheres Verhalten und höhere Wendigkeit kann erwünscht sein, dass die Aufstandspunkte der mittleren zwei Rollen etwa 2–4 mm tiefer liegen. Manche Schienen weisen in diesen Achsaufnahmen asymmetrische Formteile auf, die gestürzt eingebaut ein Tieferlegen dieser Achsen ergeben. Durch die stärkere Abnutzung der vorderen und insbesondere hinteren Rollen ergibt sich schon beim Gebrauch ein geringes Ansteigen der Aufstandspunkte vorne und hinten. Gezielt können allerdings auch Rollen unterschiedlicher Durchmesser, also vorne und hinten kleinere eingebaut werden um diesen Rocker-Effekt zu erzielen.
Verliert man auf Tour eine Achse oder Rolle, oder will man Gewicht sparen, kann am ehesten auf die 2. von vorne der 4 Rollen verzichtet werden. Beim Überwinden von Hindernissen (etwa liegende Kabel, Kabelbrücken) oder Kanten von Gehsteigen muss bedacht werden, dass hier die Schiene an der Rollenlücke aufsitzen kann und müssen die Schuhe entsprechend angehoben werden. Verschärft wird die Situation, wenn sogar beide mittleren Rollen weggelassen werden.

## Kugellager

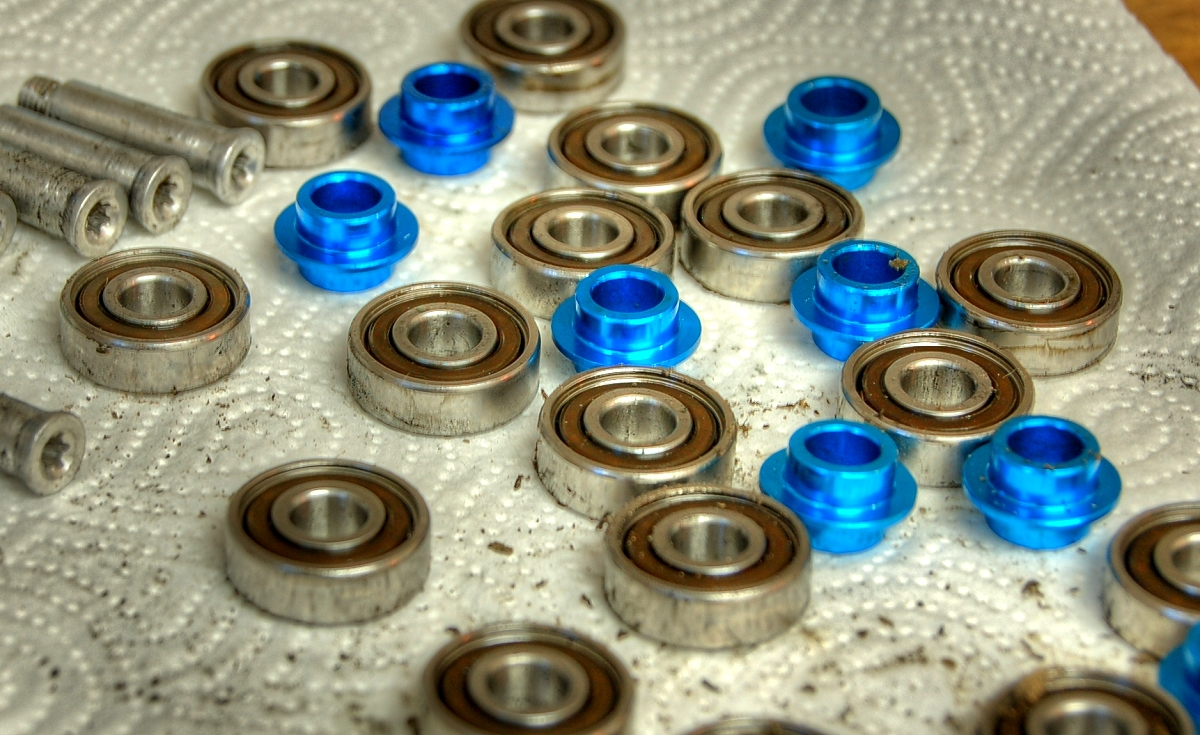
Kugellager mit Achsen (oben links) und blau eloxierten Spacern aus Aluminium

Inlineskate-Kugellager werden oft mit der ABEC-Skala (Abkürzung für Annular Bearing Engineering Committee) klassifiziert, was für die Rundheit der Kugeln steht (je höher, desto besser). In aufsteigender Qualität wird unterschieden zwischen ABEC 1, ABEC 3, ABEC 5, ABEC 7, ABEC 9, ABEC 10 und ABEC 11.
In der Praxis sind die ABEC-Klassen für die harten Anforderungen (Verschmutzung, Feuchtigkeit, Schläge) bei niedrigen bis mittleren Drehzahlen beim Inline-Skating wenig aussagekräftig, da sie nur Fertigungstoleranzen vorgeben, aber nichts über Haltbarkeit oder Leichtlauf der Lager aussagen. Sie gibt insbesondere keine Auskunft über die Qualität der Werkstoffe, die Schmierung oder gar Reibungsverluste. Für das Inline-Skating hat die Kennziffer damit eine untergeordnete Bedeutung.
Im Inlineskating-Bereich finden ausschließlich Kugellager in zwei Größen Verwendung: die größeren und meistverwendeten Lager tragen die Bezeichnung 608 (Innendurchmesser d = 8 mm, Außendurchmesser D = 22 mm, Breite = 7 mm), die kleineren sogenannten Microlager die Ziffernfolge 688 (d = 8 mm, D = 16 mm, Breite = 5 mm). Diese Bezeichnungen sind in der DIN 623 näher zusammengefasst, die noch weitere Merkmale von Wälzlagern aufführt (zum Beispiel ein vorangestelltes S für ein Edelstahllager oder ein nachgestelltes 2RS für beidseitige schleifende Dichtung). Da Lager für Inlineskates Standardlager mit Industriebezeichnern sind, kann man sie nicht nur im Skatefachhandel, sondern auch im Industriebedarfshandel erwerben.
Eine Sonderstellung nehmen Vollkeramiklager aus z. B. Si3N4 ein, die gänzlich ohne Schmierung auskommen, teurer sind, dafür aber auch länger halten.
Für die Schmierung der Lager hat sich Lagerfett aus dem Kraftfahrzeugzubehör bewährt. Es ist haltbar und wasserfest. Fettgefüllte Lager sind im Allgemeinen beidseitig verschlossen und damit wartungsarm. Dies prädestiniert sie für den Einsatz im Freizeitskatebereich, bei dem hohe Geschwindigkeiten nicht erreicht werden. Neue Lager mit Fettfüllung müssen jedoch zunächst über eine Strecke von etwa 50 bis 100 km eingefahren werden, um ihre endgültigen Laufeigenschaften zu entwickeln.
Ambitionierte Freizeit- und Speedskater bevorzugen hingegen ölgeschmierte Lager, die deutlich leichter laufen als fettgefüllte Lager und nicht eingefahren werden müssen.
Während des Betriebs wird das Öl jedoch zum Teil aus dem Lagerkäfig herausgeschleudert, die Lager müssen häufiger, besonders bei feuchten Bedingungen, nachgeschmiert und auch komplett gereinigt werden. Zur Ölschmierung werden verschiedenste Öle und Spezialmittel verwendet, von „Caramba“ und „WD-40“ über Nähmaschinenöl bis hin zu speziellen Speedölen. Einen Mittelweg zwischen reiner Öl- und Fettschmierung stellen Gele dar. Mit Gel geschmierte Lager laufen nicht ganz so leicht wie ölgeschmierte Lager, ihre Füllung muss jedoch ebenfalls hin und wieder erneuert werden.
Reinigen lassen sich Kugellager am wirksamsten in Waschbenzin, Petroleum, Kaltreiniger oder Dieselkraftstoff. Diese sind allerdings gesundheitsgefährdend bzw. giftig und in der Entsorgung unter Umständen problematisch. Ein Bad in Motoröl reinigt auch, ist aber weniger gründlich. Für die Reinigung im Haushalt hat sich Spülmittel in Kombination mit heißem Wasser für die Reinigung von ölgeschmierten Lagern bewährt.
Nasse Lager, die nicht fettverklebt sind, lassen sich, auch wenn sie beidseitig Abdeckkappen aufweisen, mit etwa 3 Spülgängen Spiritus wasserfrei waschen.
Kugellager aus Stahl rosten, wenn sie nass werden. Dabei findet Oxidation mit dem Luftsauerstoff statt, die ursprünglich polierten Oberflächen im Lager werden rau, uneben und durch abgelöste Partikel abrasiv beansprucht. Rostfreie Stahlsorten, die diesem Korrosionsangriff widerstehen, sind für die Punktbelastung im Kugellager mechanisch weniger widerstandsfähig. Auf nasser Fahrbahn wird das Wasser, mit dem eine Rolle benetzt wird, auf den Rahmen und die Folgerolle gespritzt. So fließt und spritzt Schmutzwasser auf und auch in die außenliegende Ringfuge der Lager. Wasser führt mit der Zeit zu Rost, harte eingedrungene Partikel bewirken abrasive Beanspruchung – sie schleifen. Lager mit aufgerauten Laufflächen laufen hörbar lauter und wackeln durch entstandenes Spiel bei händischem Kippen einer Rolle. Hörbares Knistern und Knacken wird durch sich verkeilende Partikel im Lager ausgelöst, die weggezwängt, überrollt oder zermahlen werden können.
Die Firma TWINCAM hat nun die sogenannten ILQ-Lager (InLine Qualified) speziell fürs Skaten entwickelt, die statt der üblichen 7 Kugeln nur 6 Kugeln enthalten. Zudem gibt es auch die wenig verbreiteten Kugellagerklassen SG von Rollerblade und Skate-Rated von Bones Bearings. Mit dem ABEC-Lager kann man sie jedoch nicht direkt vergleichen. Ein Wechsel von ABEC zu ILQ, SG oder „Skate-Rated“-Lagern ist aufgrund der Maße (meistens 608) problemlos möglich.

## Geschichte

### Vorgeschichte

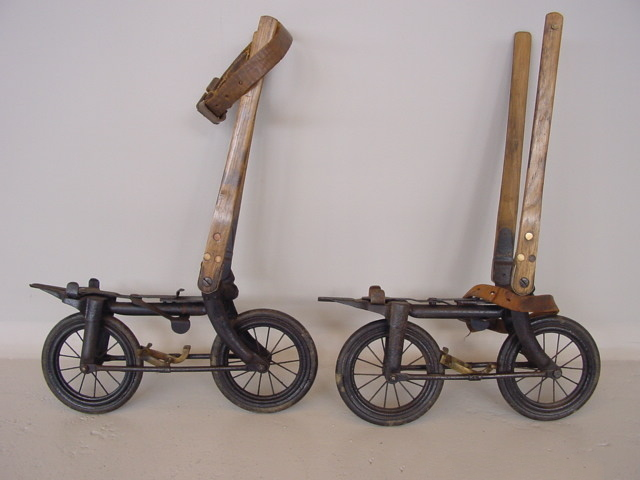
Rollschuhmodell um 1898

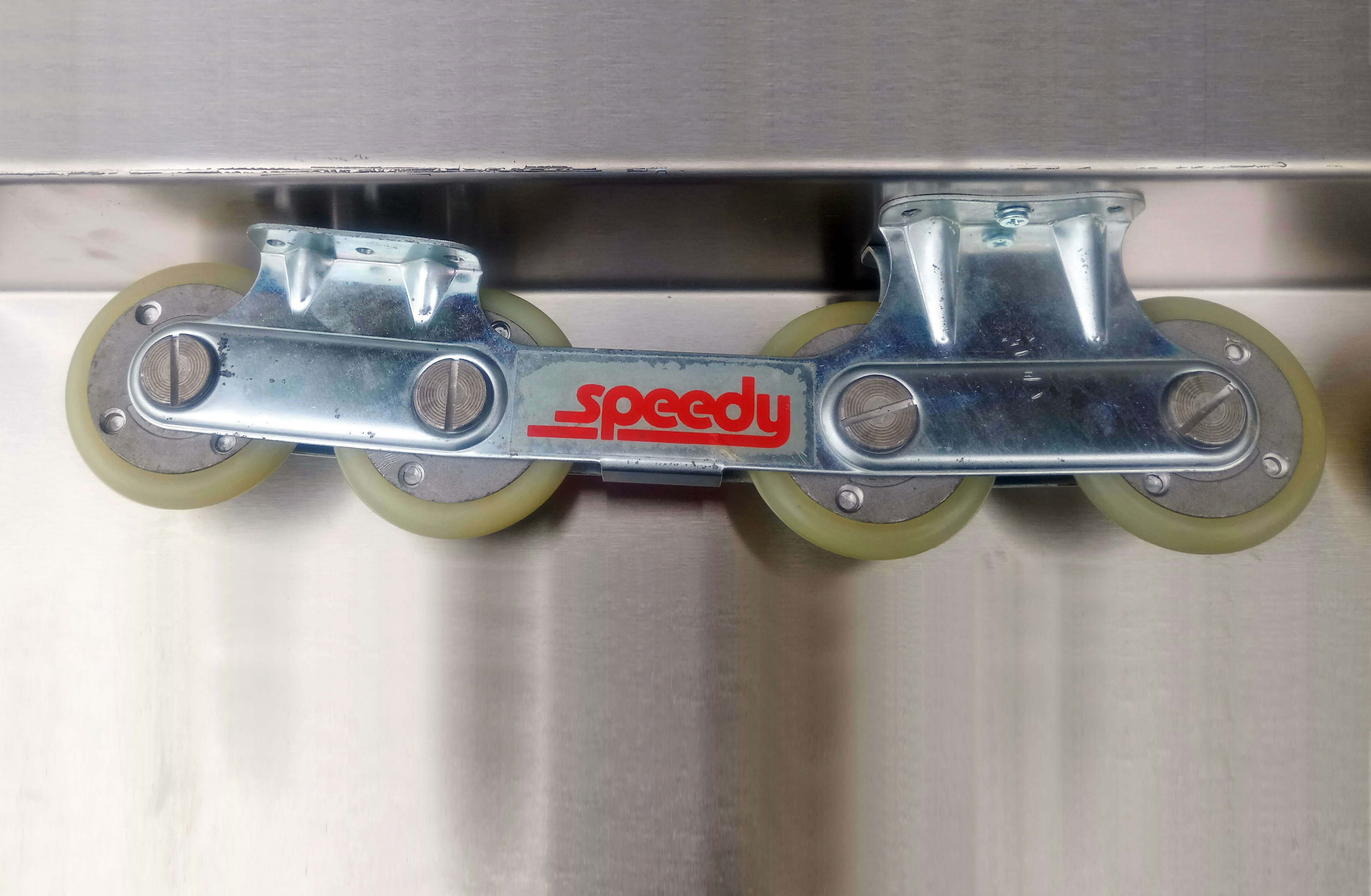
SKF-Speedy, 1978

Rollschuhe gibt es seit etwa 1760. Als Erfinder gilt Jean-Joseph Merlin. Schon damals wurden Rollschuhe auf einem Ball in London vorgeführt – mit Rollen hintereinander. Im Laufe der Zeit wurden Modelle mit Rollen hintereinander immer weiterentwickelt.
Erst um 1850 (ein unbekannter Londoner ließ sich 1852 die ersten Rollschuhe mit vier Rädern patentieren) wurden die Rollerskates – auch Quads genannt – entwickelt und auf den Markt gebracht.
Erfindungen einspuriger Rollschuhe gab es über die Jahrzehnte viele, sie alle scheiterten an der Vermarktung. So wurde: 1819 der „Petitbled“ patentiert. 1910 entwickelte die Roller Hockey Skate Company ein Inline-Skate-Modell mit 3 Rädern. 1938 riet eine Fachzeitschrift von der Verwendung einspuriger Rollschuhe ab. 1950 gab es unter der Bezeichnung „Roll-Schlittschuhe“ Inline-Skates mit einem Chassis aus Leichtmetallguss. Den heutigen Inlinehockeyskates sehr ähnlich war beispielsweise das Produkt der Firma Super Skate von Morris L Silver (Patent: US3880441A) von 1973, welches als Tandem roller hockey skate bezeichnet wurde und je vier Rollen in einer Spur hatte.
1978 wurden von SKF in Schweinfurt Inlineskates entwickelt und auf den Markt gebracht. Es gab Rollen für „Hockey“ und für die Straße, sowie aufschraubbare Kufen. Anders als frühere Erfindungen handelte es sich wohl erstmals um ein ausgereiftes Serienprodukt. Dieses wurde bereits nach einem Jahr wieder vom Markt genommen, weil das Management kein Konsumprodukt im Produktportfolio wollte.

### Etablierung
Nach dem Studium älterer Patentschriften, befasste sich der Eishockeyspieler Scott Olson (* 1960) mit der Fertigung von Inline-Skates, um damit Inlinehockey-Partien auszutragen. 1982 gründete er die Firma Ole's Innovative Sports, welche sich nach dem Verkauf in Rollerblade umbenannte. Diese gehörte nacheinander verschiedenen italienischen Konzernen und ist heute Teil der Tecnica Group.
Hatten zuvor die zweispurigen Quads mit der 2×2-Rad-Anordnung die bedeutend älteren Inline-Skates verdrängt, so gelang erstmals wieder den Inlineskates eine vorherrschende Position zu verschaffen und ab den 1990er Jahren neue Sportarten zu etablieren, insbesondere Inline-Skaterhockey in Europa und Inlinehockey mit Schwerpunkt USA.

## Bremsen

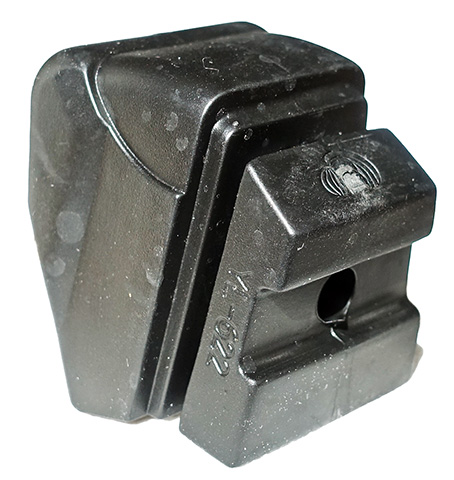
Gummistopper

Gebremst werden Inlineskates normalerweise mit einem Gummistopper an der Ferse oder durch Querstellen eines Fußes (T-Stop; hinterer oder vorderer Fuß quer) oder beider Füße. Breite Grätsche, Slalomkurven, das Erfassen eines Geländers oder das Wählen von weicherem, rauerem Untergrund sind prinzipiell weitere Bremsmöglichkeiten.
Die Firma Rollerblade hat auch ein System namens Active Brake Technology angeboten. Hierbei drückt die Wade über einen Hebel den Stopper auf den Boden, während der Fuß nach vorne gestellt wird. Dieses Verfahren hat für den unsicheren Fahranfänger bei niedriger Geschwindigkeit den Vorteil, dass er alle Rollen auf dem Boden halten kann und so leichter in der Spur bleibt. Für höhere Geschwindigkeiten sind Stopper mit einer größeren Bodenfreiheit deutlich effektiver, weil sie eine stärkere Anwinkelung des Fußes und eine bessere Kraftübertragung ermöglichen. Andere angebotene Bremssysteme arbeiteten mit auf der Achse einer Rolle montierten Reibscheiben, die bei einer bestimmten Fußstellung die Rolle abbremsen sollten. Diese haben sich nie durchgesetzt und sind vom Markt verschwunden.
Zu den Bremstechniken siehe auch: Bremsen im Artikel Inlineskaten.